# Miss Universo 1979
Miss Universo 1979 foi a 28.ª edição do concurso Miss Universo, realizada em 19 de julho de 1979 no Perth Entertainment Centre, em Perth, na Austrália. Candidatas de 75 países e territórios competiram pelo título. No final do evento, a Miss Universo 1978, Margaret Gardiner, da África do Sul, coroou a venezuelana Maritza Sayalero como sua sucessora.
Esta edição foi marcado por três situações inéditas: este foi o primeiro concurso da história a ser realizado no hemisfério sul, o primeiro concurso a ser realizado durante o inverno na cidade-sede e também o único concurso até hoje a ser realizado na Oceania. O evento foi realizado como parte das comemorações dos 150 anos da cidade. Foi também a primeira vez em que as notas dos juízes durante as preliminares dos desfiles em trajes de banho foram exibidos durante a transmissão. Fizeram parte do júri, entre outros, o cantor Julio Iglesias, o ator Don Galloway e as Misses Universo Anne Marie Pohtamo (1975) e Apasra Hongsakula (1965).
Alguns dias antes da final, os destroços da estação espacial norte-americana Skylab caíram na Terra em um vilarejo próximo a Perth. As misses foram levadas ao local e suas imagens ao lado dos destroços foram distribuídas por todo o mundo. Um pedaço recolhido da estação foi levado ao palco e mostrado via satélite no início da cerimônia pelo apresentador Bob Barker.

## Evento
O cenário, o número de abertura e toda a produção do evento são considerados memoráveis e um dos melhores da história do Miss Universo, com as 75 participantes cantando e dançando junto com o cantor estadunidense Donny Osmond.
Desde o começo do concurso, após a divulgação das fotografias das competidoras em trajes de banho, Maritza Sayalero logo se transformou em favorita à coroa, pela sua perfeita figura. Nas notas exibidas ao público pela televisão durante o traje de banho, ela recebeu a nota mais alta. Apesar da Austrália ter tido até ali sempre boas participações no Miss Universo, a candidata local, Kerry Dunderdale, passou praticamente despercebida aos jurados e aos jornalistas. Esta foi a primeira vez desde que o concurso começou a ser realizado em países diferentes que uma miss do país anfitrião não foi classificada entre as semifinalistas.
Entre as 12 semifinalistas, além da Venezuela, estavam a Miss Brasil Marta Jussara da Costa - a favorita declarada de Julio Iglesias -  e as misses Suécia, Estados Unidos, Inglaterra, Argentina e Bermudas. O resultado final entretanto, acabou sendo o esperado por todos, com a primeira vitória da Venezuela no Miss Universo e Marta Jussara classificada em 4.º lugar. A segunda colocada, Gina Swainson, das Bermudas, meses depois seria coroada Miss Mundo, em Londres.
No final do espetáculo, o caos foi instalado no palco, depois que a parte traseira dele desabou logo após a coroação, após ser invadido por dezenas de fotógrafos e jornalistas, não aguentando o peso e ferindo diversas misses que caíram no buraco formado, incluindo a Miss Brasil, que teve o vestido destruído. Duas delas, Miss Turquia e Miss Malta, tiveram que ser transportadas ao hospital por causa dos ferimentos.

## Resultados
| Colocação          | Candidata |
| ------------------ | --- |
| Miss Universo 1979 | - Venezuela — Maritza Sayalero |
| 2.ª colocada       | - Bermudas — Gina Swainson |
| 3.ª colocada       | - Inglaterra — Carolyn Seaward |
| 4.ª colocada       | - Brasil — Marta Jussara da Costa |
| 5.ª colocada       | - Suécia — Annette Ekstrom |
| Top 12             | - África do Sul — Veronika Wilson - Alemanha — Andrea Hontschik - Argentina — Adriana Alvarez - Belize — Sarita Acosta - Escócia — Lorraine Davidson - Estados Unidos — Mary Friel - País de Gales — Janet Beverly |

### Prêmios especiais

#### Miss Simpatia
- Vencedora:  Japão — Yurika Kuroda.

#### Miss Fotogenia
- Vencedora:  Inglaterra — Carolyn Seaward.

#### Melhor Traje Típico
- Vencedora:  Uruguai — Elizabeth Busti.

## Jurados
- Anne Marie Pohtamo – Miss Universo 1975
- Apasra Hongsakula – Miss Universo 1965
- Julio Iglesias
- Rossana Podestà – atriz italiana
- Tony Martin – cantor e ator
- Don Galloway ator
- Constance Towers – atriz
- Yves Cornassiere – artista plástico
- Lana Cantrell – cantora australiana
- Robin Moore – escritor
- Ita Buttrose – jornalista australiana

## Candidatas
Em negrito, a candidata eleita Miss Universo 1979. Em itálico, as semifinalistas.
| - África do Sul - Veronika Wilson (SF, 2° TT) - Alemanha - Andrea Hontschik (SF) - Antígua - Elsie Maynard - Argentina - Adriana Alvarez (SF) - Aruba - Lugina Vilchez - Austrália - Kerry Dunderdale - Áustria - Karin Zorn - Bahamas - Lolita Ambrister - Barbados - Barbara Bradshaw - Bélgica - Christine Cailliau - Belize - Sarita Acosta (SF) - Bermudas - Gina Swainson (2°) - Bolívia - Maria Luisa Rendon - Bophuthatswana - Alina Moeketse - Brasil - Marta Jussara (4°, 2° TT) - Canadá - Heidi Quiring - Chile - Maria Cecilia Serrano - Cingapura - Elaine Lian - Colômbia - Ana Turbay - Coreia do Sul - Jae-hwa Seo - Costa Rica - Carla Franco - Dinamarca - Lone Joergensen - El Salvador - Judith Lagos - Equador - Margarita Plaza - Escócia - Lorraine Davidson (SF) - Espanha - Gloria Rijo - Estados Unidos - Mary Friel (SF) - Fiji - Tanya Whiteside - Filipinas - Criselda Cecilio - Finlândia - Päivi Uitto - França - Sylvie Parera - Grécia - Katia Koukidou - Guam - Marie Cruz - Guatemala - Michelle Santos - Holanda - Eunice Bharatsingh - Honduras - Gina Cleaves - Hong Kong - Olivia Chang Man-Ai - Ilhas Virgens Americanas - Linda Torres | - Ilhas Virgens Britânicas - Eartha Ferdinand - Índia - Swaroop Sampat - Inglaterra - Carolyn Ann Seaward (3°, MF) - Irlanda - Lorraine O'Conner - Islândia - Halldora Jonsdóttir - Israel - Vered Polgar - Itália - Elvira Puglisi - Japão - Yurika Kuroda (MS) - Malásia - Irene Sun Ching - Malta - Dian Bartolo - Marianas Setentrionais - Barbara Torres - Ilhas Maurícias - Marie Allard - México - Blanca Tejeda - Noruega - Unni Öglaend - Nova Zelândia - Andrea Karke - País de Gales - Janet Hobson (SF) - Panamá - Yahel Dolande - Papua-Nova Guiné - Molly Misbut - Paraguai - Patricia Bernie - Peru - Jacqueline Brahm - Porto Rico - Teresa Lopez - Portugal - Marta Maria de Gouveia - República Dominicana - Viena Javier - Reunião - Isabelle Jacquemart - São Cristóvão e Neves - Terriette Teridsen - São Vicente e Granadinas - June de Nobriga - Sri Lanka - Vidyahari Vanigasooriya - Suécia - Annette Marie Ekstrom (5°) - Suíça - Birgit Krahl - Suriname - Sergine Lieuw-A-Len - Tailândia - Wongduan Kerdpoom - Taiti - Fabienne Tapare - Transkei - Lindiwe Bam - Trinidad e Tobago - Marie Noelle Diaz - Turquia - Fusin Dermitan - Uruguai - Elizabeth Busti (TT) - Venezuela - Maritza Sayalero (1°) |

- Miss Nicarágua, Patricia Pineda Chamorro, apesar de viajar à Austrália não competiu no evento. A Nicarágua vivia uma forte turbulência política na época e Chamorro demorou a chegar a Perth, inclusive com boatos de que havia sido assassinada no caminho. Dias depois de sua chegada, enquanto ensaiava para a noite final, seu pai lhe enviou uma mensagem pedindo que retornasse imediatamente ao país, caso contrário toda sua família seria assassinada. Chamorro abandonou o concurso e voltou a Manágua.[1]